# Джойнер, Энтони
Энтони Джойнер (англ. Anthony Joyner; родился 26 мая 1959 года, Филадельфия, штат Пенсильвания) — американский серийный убийца и насильник, совершивший  серию из 6 убийств пожилых женщин, сопряженных с изнасилованиями в период с 12 января  по 19 июля 1983 года на территории города Филадельфия, (штат Пенсильвания).

## Биография
О ранних годах жизни Энтони Джойнера известно крайне мало. Известно что Энтони родился 26 мая 1959 года в городе Филадельфия. В подростковые годы Джойнер имел астеническое телосложение и физическую слабость, однако он не имел проблем с коммуникабельностью и статусом социального изгоя не обладал. Из-за астенического телосложения Джойнер не пользовался успехом у девушек и был мало популярен в округе. Друзья и знакомые подозревали его в гомосексуальной ориентации, но Джойнер это всячески отрицал. Энтони Джойнер не получил высшего образования, вследствие чего вынужден был заниматься низкоквалифицированным трудом и перебиваться случайными заработками. В октябре 1981 года Джойнер получил должность помощника диетолога  на кухне дома престарелых «Philadelphia's Kearsley Home», расположенном на территории Филадельфии, который на тот момент являлся старейшим действующим учреждением подобного рода  на территории США. Администрацией учреждения и его жителями Энтони характеризовался крайне положительно, отмечалось что Джойнер отличался дружелюбным, разговорчивым, энергичным поведением и демонстрировал сильную привязанность к пожилым людям.

## Серия убийств
В качестве жертв Джойнер выбирал жительниц дома престарелых «Philadelphia's Kearsley Home», где он работал, находящихся в возрасте от 80 до 92 лет. 12 января 1983 года была обнаружена мертвой 92-летняя Маргарет Экард. Несмотря на следы крови вокруг ее носа, рта и половых органов, первоначально в ходе расследования инцидента причиной смерти женщины была объявлена смерть от естественных причин. Через месяц 12 февраля было обнаружено тело 85-летней Кэтрин Максвелл. Через несколько дней была убита 86-летняя Элизабет Монро. В ходе осмотра ее тела, медицинскими работниками учреждения снова были обнаружены следы крови и повреждения ее половых органов, однако в силу возраста жертвы и вследствие халатности работников, вскрытие трупа женщины снова не было проведено и причиной ее смерти была объявлена смерть от естественных причин. 1 июня 1983 года работниками дома престарелых было обнаружено тело 89-летней Лилли Эмли. На ее теле также были обнаружены повреждения половых органов и следы крови вокруг них, рта и носа, но так как женщина имела заболевания сердечно-сосудистой системы, ее смерть снова не вызвала подозрений у представителей правоохранительных органов. 19 июля были найдены мертвыми сразу две женщины - 90-летняя Юджиния Борда и 83-летняя Милдред Олстон. В ходе осмотра тела Юджинии Борды врач обнаружил следы крови, повреждения ее бедер и половых органов. Он отказался подписывать заключение о наступлении естественной смерти и настоял на проведении вскрытия тел обеих женщин, в результате которого обнаружил, что женщины были изнасилованы и подверглись удушению, после чего сообщил об этом в полицию.

## Арест
Так как учреждение имело собственный персонал охраны, полиция на ранних этапах расследования уже придерживалась версии, согласно которой посторонний человек не мог пройти в дом престарелых незамеченным извне и преступником является кто-то из персонала учреждения. В ходе опроса сотрудников персонала, следствие установило, что 19 июля 1983 года - в день убийства Милдред Олстон и Юджинии Борды, Джойнер рано утром был замечен в подвальном помещении учреждения. По версии следствия, Энтони проник через подвальное помещение в жилые зоны дома престарелых, где  проник в комнаты жертв, после чего изнасиловал и убил их. Никем не замеченный он покинул жилую зону тем же путем, после чего в назначенное время вошел через парадный вход дома престарелых и явился на рабочее место. Попав в число подозреваемых.  Энтони Джойнер был задержан на своем рабочем месте 1 августа 1983 года. В ходе разговора с представителями правоохранительных органов он неожиданно признался в совершении убийств Юджинии Борды и Милдред Олстон, после чего был арестован и ему были предъявлены обвинения. По словам следователям, во время дачи признательных показаний Джойнер заявил о раскаянии в содеянном и поведал о том, что испытывал угрызения совести и проблемы со сном, вследствие чего испытывал нужду чистосердечно признаться в совершенных преступлениях, в то время как его адвокат заявил о некомпетентности Джойнера и поведал представителям СМИ о том, что Энтони подписал бумаги с признательными показаниями, которые составлены были следователями. Так как с октября 1981 года, с момента трудоустройства Джойнера в доме престарелых - произошли в общей сложности 18 подозрительных смертей женщин, полиция начала проводить проверку Джойнера на причастность к совершению остальных убийств.
В ходе расследования, полиция получила ордер на эксгумацию тел Маргарет Экард, Кэтрин Максвелл, Лилли Эмли и Элизабет Монро. Эксгумированные тела женщин подверглись вскрытию, в ходе которого полицией удалось установить что Максвелл, Монро также были задушены и подверглись изнасилованию, а Лилли Эмли была утоплена. В случае смерти Маргарет Экард, судмедэксперт не смог установить настоящую причину ее смерти, потому как тело женщины за несколько месяцев, прошедших со дня ее убийства подверглось сильному разложению. После того как Джойнер узнал о результатах вскрытия, он признался в совершении убийств Максвелл, Эмли, Экард и Монро, на основании чего в сентябре 1983 года ему были предъявлены  обвинения в совершении еще 4 убийств. Помимо этого, Джойнер рассказал следователям о нападении на 69-летнюю женщину, которое он совершил в июле 1982 года на одной из улиц Филадельфии, в ходе которого он изнасиловал женщину, но оставил в живых. В результате проверки этой информации, полиция подтвердила этот факт. Жертва изнасилования была найдена и уверенно идентифицировала Энтони в качестве своего насильника, вследствие чего Джойнеру впоследствии был предъявлен еще ряд дополнительных  обвинений. По словам самого Джойнера, именно этот инцидент спровоцировал его на совершение дальнейших преступлений в отношении пожилых женщин, так как они были не в состоянии оказать серьезное сопротивление.
В качестве мотивов совершения убийств Джойнер во время последующих допросов давал противоречивые сведения. Сам Джойнер настаивал на том, что в силу определенных причин и обстоятельств у него отсутствовала половая жизнь, по причине чего, испытывая сексуальную неудовлетворенность он пытался добиться интимной близости от знакомых девушек, но получал отказ, после чего будучи в состоянии гнева совершал изнасилования и душил жертв в целях избавления от свидетелей, так как все жертвы хорошо его знали. Бывшая девушка Джойнера, которая непродолжительное время имела с ним интимные отношения заявила сотрудникам полиции, что Энтони после расставания с ней начал страдать комплексом неполноценности. Он переживал по поводу того, что его обвиняли в гомосексуализме и всеми способами пытался продемонстрировать мужские поведенческие особенности. Согласно ее показаниям, мотивом совершения убийств для Джойнера было тщеславие. Она утверждала, что за несколько дней до ареста, Джойнер связался с ней и заявил что в скором времени он станет известным и о нем будут писать в СМИ.

## Суд
Судебный процесс открылся в апреле 1984 года и продлился три недели. На судебном процессе Джойнер подтвердил свои первоначальные показания, описав членам жюри присяжных заседателей детали совершения нескольких убийств, но впоследствии отказался от своих признаний, заявив что вынужден был себя оговорить находясь под моральным давлением следствия.
В конечном итоге Энтони Джойнер вердиктом жюри присяжных заседателей был признан виновным в совершении пяти убийств первой степени и в совершении одного убийства второй степени. Также он был признан виновным  по шести пунктам обвинения в изнасиловании и по одному пункту обвинения в совершении кражи со взломом. Члены жюри присяжных заседателей в ходе многочасового обсуждения не пришли к единогласному вердикту о том, заслуживает ли Джойнер в качестве уголовного наказания смертную казнь, вследствие чего суд 6 мая 1984 года приговорил его к пожизненному лишению свободы. Во время оглашения приговора Джойнер сохранил хладнокровие и не выразил никаких эмоций.